# Des Lebens Überfluß (Film)
Des Lebens Überfluß ist ein deutscher Spielfilm aus dem Jahr 1950 von Wolfgang Liebeneiner, der die Wohnungsnot in einer deutschen Großstadt der frühen Nachkriegszeit thematisiert. Er gilt als einer der letzten so genannten Trümmerfilme. Die Handlung nimmt Motive der gleichnamigen Erzählung von Ludwig Tieck aus dem Jahr 1837 auf.

## Handlung
Hamburg in den frühen Nachkriegsjahren. Die Stadt ist noch stark von den Kriegszerstörungen gezeichnet, intakte Wohnungen sind Mangelware. Als in einem halb zerfallenen Mietshaus die alte Kröpke stirbt, ist das Interesse für ihre nun frei gewordene Wohnung dementsprechend groß. Das wissen auch zwei arme Studenten, Werner Rütting und Felix Engler, die aushilfsweise als Sargträger arbeiten und augenblicklich vor der Kröpke-Wohnung auftauchen. Auch eine junge Frau, die blonde Medizinstudentin Karin Jäger, die sich bei der Vermieterin Frau Holst mit ihrer angeblichen Katzenliebe einschmeichelt, hofft auf gute Karten. Frau Holst sagt ihr die Wohnung ebenso zu wie Herr Holst das kärgliche Zimmer den gleichfalls eine Obdach suchenden Werner verspricht, da er von dem adretten jungen Studiosus im Sargträger-Outfit und Zylinder auf dem Kopf angetan ist. Umso größer ist das Erstaunen beider Parteien, als sowohl Karin als auch Werner gleichzeitig die frei gewordene Wohnung beziehen wollen. Beide haben einen gültigen Mietvertrag und bereits auch die erste Miete mitsamt Kaution gezahlt. Da keiner der beiden nachgeben will, müssen sie sich nun nolens volens arrangieren und gemeinsam unter einem Dach hausen.
Um das Zusammenleben erträglich zu halten und beider Privatsphären zu bewahren, haben Werner und Felix eine helle Plane quer durch das Zimmer gespannt. Bald aber beginnen sich Erika und Werner nicht nur aneinander zu gewöhnen, sondern sogar zu mögen. Da den beiden mitten im Spätwinter aber mächtig kalt ist, kommt Werner auf die grandiose Idee, die Holztreppe, die zu ihrer beider Wohnung hochführt, abzusägen und Stück für Stück zu verfeuern. An Karins Geburtstagsmorgen küssen sich die beiden zum ersten Mal. Da Gottlieb und Hugo, beider Nachbarn ein Stockwerk unter ihnen, einen Narren gefressen haben, zumal die Medizinstudentin Gottlieb von seinen Ohrenschmerzen befreit hatte, sind die beiden nun rührend um das Wohl der angehenden Doktorin besorgt. Die beiden schrägen Vögel gehen sogar mitsamt ihrem Männergesangsverein auf Diebestour und klauen am helllichten Tage von einem Firmeneingang am Hamburger Hafen kurzerhand eine bewegliche Holztreppe, um diese Karin zum Geschenk zu machen und selbige gleich anzumontieren. Aufgrund eines Missverständnisses, demzufolge Karin glaubt, „ihr“ Werner hätte etwas mit seiner Kommilitonin „Strupps“ und Werner annimmt, dass Karin ihn per Gerichtsbeschluss aus der Wohnung herausdrängen wollte, trennt sich das Paar kurzzeitig. Und wieder greifen Hugo und Gottlieb ein und entführen die beiden kurzerhand und bringen, mit Felix’ Hilfe, Karin und Werner zurück in beider Wohnung wieder zusammen.

## Produktionsnotizen
Die Dreharbeiten zu Des Lebens Überfluß begannen am 6. März 1950 in Hamburg und endeten dort am 8. April desselben Jahres. Gedreht wurde im Atelier der Real-Film in Hamburg-Wandsbek, auch die Außenaufnahmen entstanden in Hamburg. Die Uraufführung erfolgte am 18. Mai 1950 in Berlins Marmorhaus.
Die Kostüme stammen aus der Hand von Trebitsch-Ehefrau Erna Sander. Ihr assistierte Irms Pauli. Die Filmbauten entstammen der Hand von Mathias Matthies. Für den Ton sorgte Werner Pohl.
Gespielt wird das Lied Die kleine Insel im blauen Meer (gesungen von einem Männerchor).

## Auszeichnungen
Die Freie und Hansestadt Hamburg verlieh dem Film das Prädikat künstlerisch wertvoll. Der Film wurde auch bei den V. Internationalen Filmfestspielen Locarno gezeigt.

## Kritiken
„Seit der Film Der dritte Mann von Carol Reed trotz seiner Trümmeratmosphäre ein Welterfolg wurde und seit der neue realistische Filmstil der Italiener auch bei uns Aufmerksamkeit erregte, ist auch in deutschen Filmen das Leben der Gegenwart wieder ein begehrtes Thema. (…) ‚Des Lebens Überfluß‘ … spielt in einem Trümmerhaus in der Hamburger Werderstraße, in dem tatsächlich erstaunlicherweise bis heute Menschen wohnen, wenn auch nicht jene, die Liebeneiner dort wohnen läßt. In der vom Erdgeschoß bis unters Dach effektvoll zusammengewürfelten Ansammlung von Menschen … wird sehr bald zu viel Regie offenbar, auf Kosten der Realität und Glaubwürdigkeit. Der Film ist erstaunlich deutlich, wobei er in seiner kalten Betrachtung von Tod und Begräbnis den ‚ökonomischen Standpunkt‘ einnimmt, der nicht mehr menschliche Gefühle, sondern Erwerb und Opportunismus gelten läßt. Der Film schreckt nicht davor zurück, die ganze bedrängende Härte der Gegenwart zu schildern, aber da die dennoch optimistische Idee für das Drehbuch Artur A. Kuhnerts aus einer Novelle von Tieck stammt, liegt darüber ein versöhnlicher Schimmer der Romantik, der allerdings nicht völlig überzeugt. So gerät das studentische Milieu reichlich unecht, von der erschreckenden Ungeistigkeit, die diese jungen Akademiker charakterisieren soll, ganz zu schweigen. Obwohl der Film vortrefflich photographiert, effektvoll im Schnitt und voll Witz und prallem Humor ist, behält man am Schluß ein peinliches und beschämendes Gefühl… Daß jedoch fern der Schablone ein neuer hoffnungsvoller Versuch gemacht wurde, soll unbestritten bleiben.“

„Leichte, aber in der Charakter- und Milieuzeichung stimmige Unterhaltung mit satirischen Zügen.“